# 保羅·軒歷基·米蘭達
保羅·軒歷基（英語：Paulo Henrique，1972年2月21日—），巴西职业足球运动员，现已退役。